# Alfredo Kraus

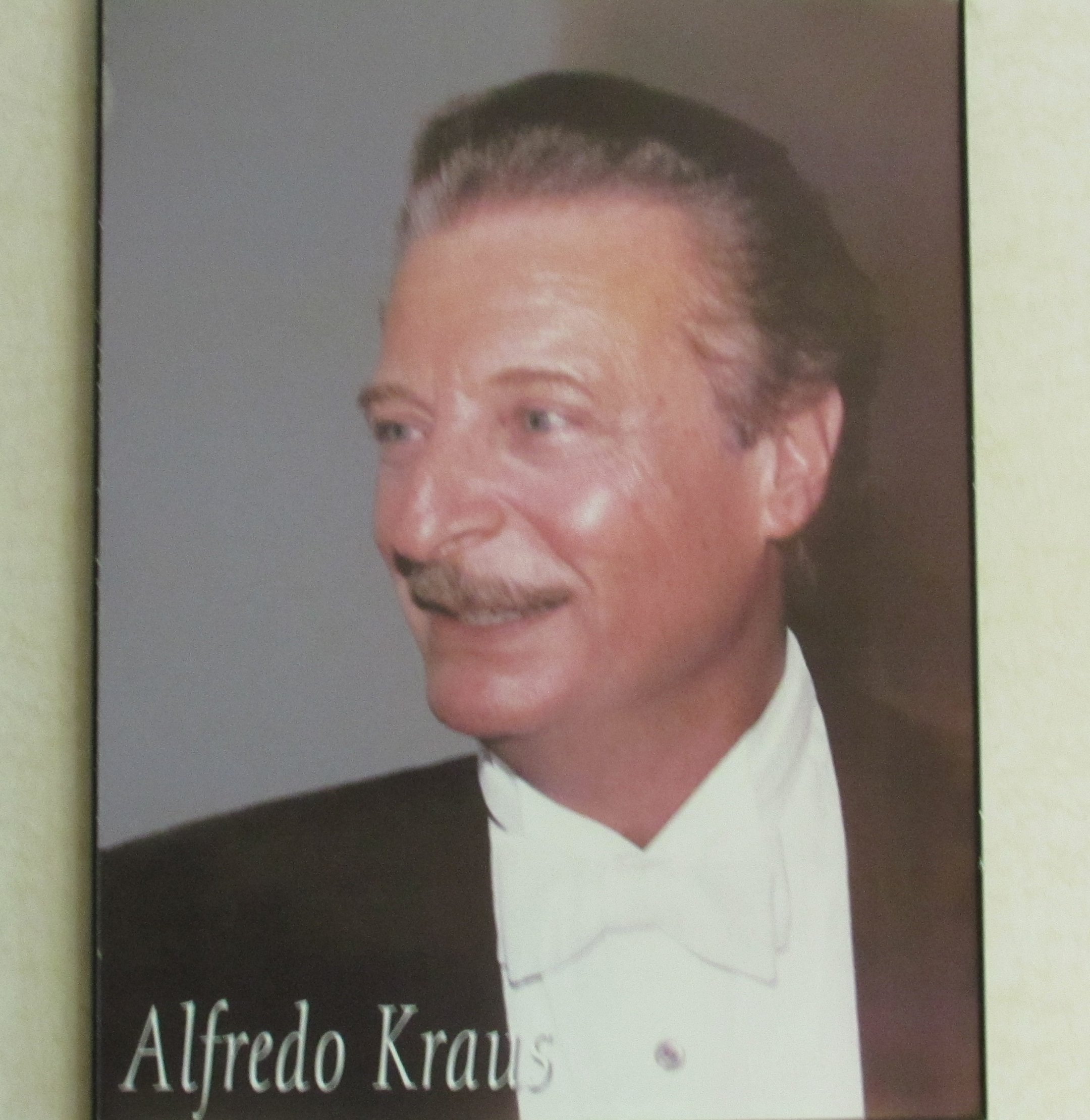
Foto im Auditorio Alfredo Kraus in Las Palmas de Gran Canaria

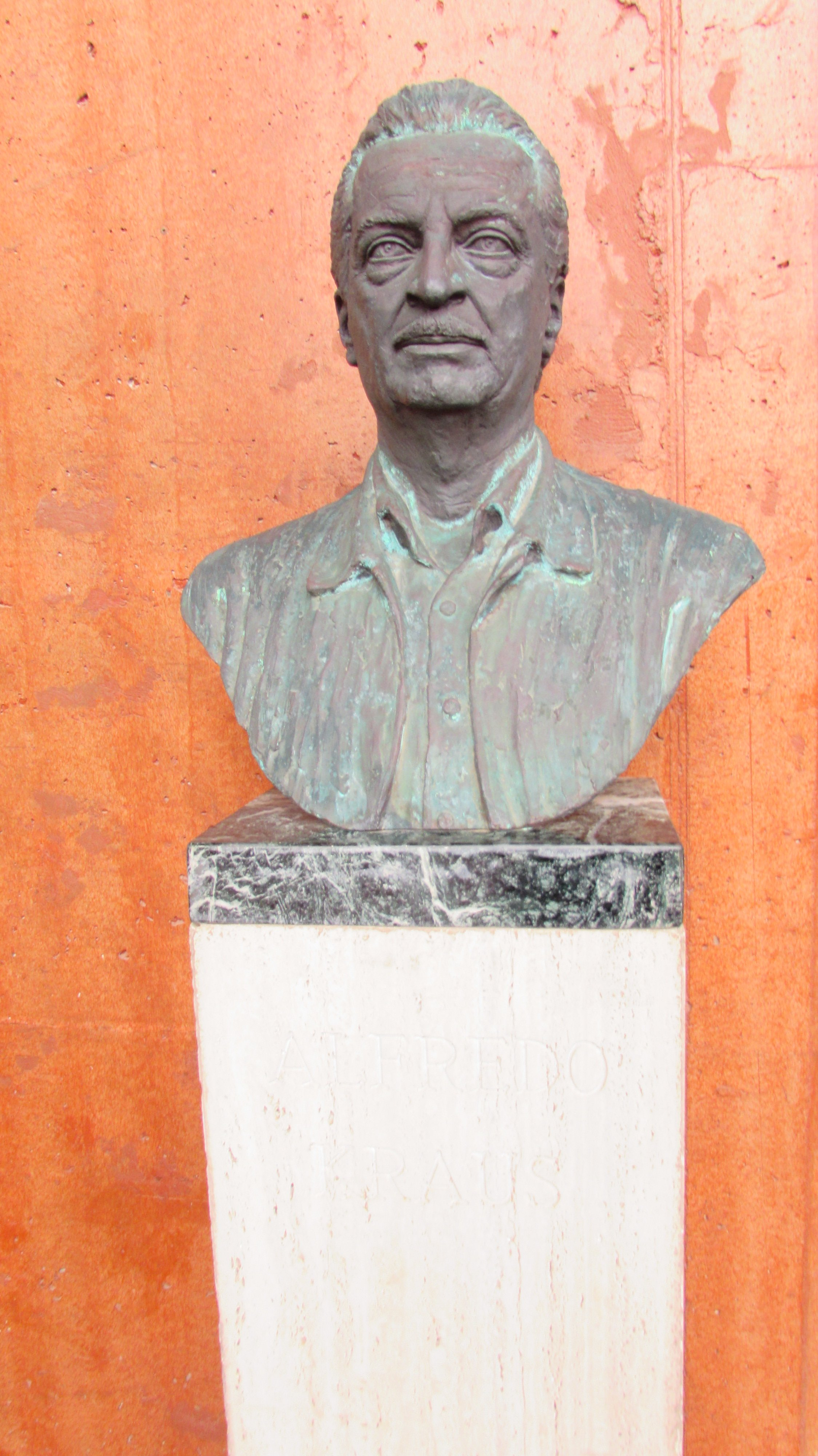
Büste im Auditorio Alfredo Kraus in Las Palmas de Gran Canaria

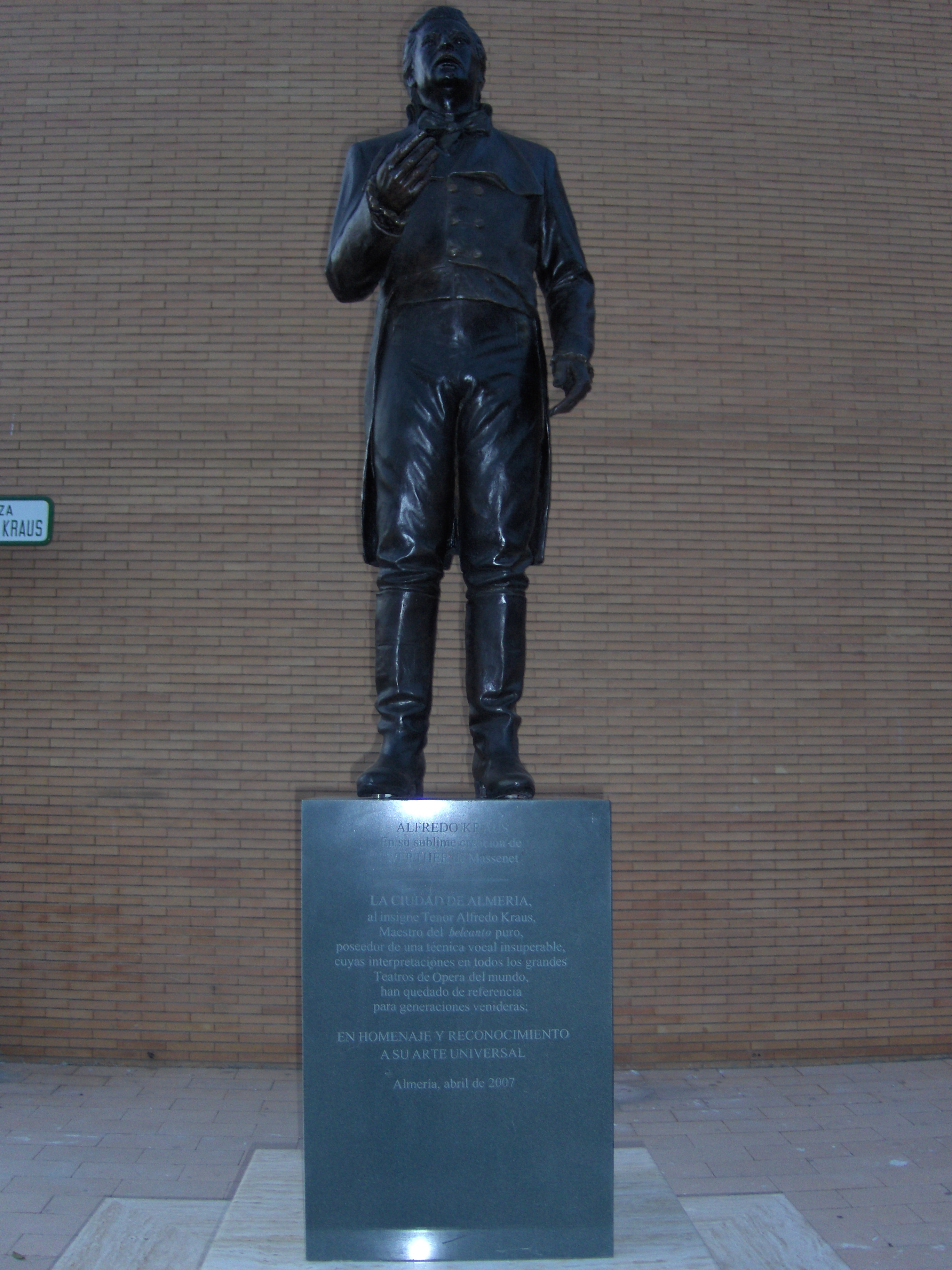
Statue des Alfredo Kraus in Almería

Alfredo Kraus (* 24. November 1927 in Las Palmas de Gran Canaria; † 10. September 1999 in Madrid) war ein spanischer Opernsänger (Tenor) und Gesangslehrer. Er galt als bedeutender Vertreter des lyrischen Tenorfaches.

## Leben
Alfredo Kraus war Sohn einer spanischen Mutter und eines österreichischen Vaters. Schon im Alter von vier Jahren bekam er Klavierunterricht, mit acht Jahren sang er im Schulchor. Er begann nach der Schulzeit zunächst ein Ingenieurstudium, entschloss sich dann aber, die Sängerlaufbahn einzuschlagen und begann eine Gesangsausbildung. Er schloss diese bei der Sängerin und Gesangspädagogin Mercedes Llopart in Mailand ab.
1956 hatte Kraus sein Bühnendebüt in Kairo als Herzog in Rigoletto, der eine seiner charakteristischen Rollen wurde. 1958 sang er in Lissabon den Alfredo in La traviata an der Seite von Maria Callas, wovon später eine Live-Aufnahme herausgebracht wurde.
Seinen ersten Auftritt im Königlichen Opernhaus in Covent Garden hatte Kraus 1959 mit der Rolle des Edgardo in Lucia di Lammermoor als Partner von Joan Sutherland. An der Mailänder Scala debütierte er – ebenfalls 1959 – in der Rolle des Elvino in La sonnambula und im Fenice in Venedig mit Renata Scotto. Sein Debüt in den Vereinigten Staaten absolvierte er an der Chicago Lyric Opera (1962). Bald darauf folgte sein Debüt an der Metropolitan Opera als Herzog in Rigoletto (1966).
Kraus wurde ein herausragender Vertreter des lyrischen Tenorfaches mit Rollen wie Werther, Romeo, Faust, Arturo, Elvino, Nemorino und Tonio. Des Weiteren wurde er mit Darbietungen von leichterer Musik bekannt, vor allem mit Zarzuelas, einer spanischen Operettenform.
Er unterrichtete später an einer privaten Musikschule Gesang und hielt einige Meisterklassen in Italien ab. Ende der 1950er Jahre bis Anfang der 1960er wirkte er in einigen spanischen Kinofilmen mit, so etwa 1959 in Gayarre, einem Film über das Leben des spanischen Tenors Julián Gayarre. Kraus blieb bis in seine frühen siebziger Jahre im Vollbesitz seiner stimmlichen Mittel auf der Bühne präsent.

## Eigenschaften als Tenor, Bedeutung
Viele Opernkenner und Gesangsfachleute betrachten Alfredo Kraus als einen der besten Tenöre des zwanzigsten Jahrhunderts. Sein leicht nasal-verhangenes Timbre prädestinierte ihn besonders für die Rollen des französischen Repertoires. Kraus war einer der wenigen Tenöre, die das hohe D im bekannten Duett Vieni fra queste braccia aus Bellinis Oper I puritani erreichten und das Werk daher in Originaltonlage singen konnten. Als Tenore di grazia gilt er neben Tito Schipa als unerreicht.

## Schallplattenaufnahmen
Die großen Schallplattenfirmen boten ihm lange Zeit wenig Möglichkeiten, seine Stimme einem breiteren Publikum darzubieten. Vermutlich aus diesem Grund sind wohl von keinem anderen Operntenor der vergangenen Jahrzehnte derartig viele Live-Aufnahmen auf dem „grauen“ Schallplattenmarkt erschienen. Er selbst gründete Anfang der 1960er Jahre in Spanien eine eigene Plattenfirma („Carillon“). Dadurch war es ihm möglich, einige Recitals einzuspielen.
Stimmexperten und Kritiker wie Jürgen Kesting und John Steane schätzen Aufnahmen von Alfredo Kraus als zum Schönsten und Besten gehörend, was im Lauf der Aufnahmegeschichte großer Gesangskunst aufgenommen wurde.

## Ehrungen

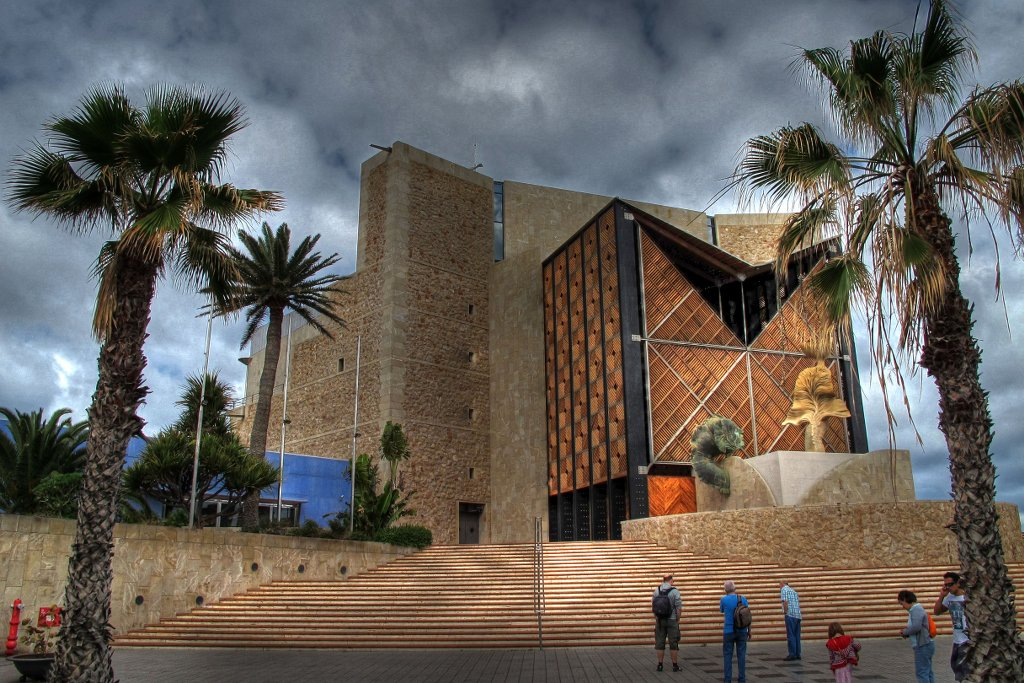
Auditorio Alfredo Kraus in Las Palmas de Gran Canaria

- 1981: Komtur des Verdienstordens der Italienischen Republik
- 1991: Militär-Verdienstorden
- 1991: Preis des Prinzen von Asturien
- 1996: Großkreuz des Ordens Alfons X. des Weisen
- 1998: Großkreuz des Ordens des Infanten Dom Henrique
- Komtur des Ordre des Arts et des Lettres
- Ritter der Ehrenlegion
- Orden de Isabel la Católica
- Kammersänger von Wien
- In Kraus’ Heimatstadt Las Palmas de Gran Canaria wurde 1997 am nordwestlichen Stadtausgang direkt am Meer ein modernes Konzerthaus, das „Auditorio Alfredo Kraus“, errichtet.

## Diskografie (Auswahl)

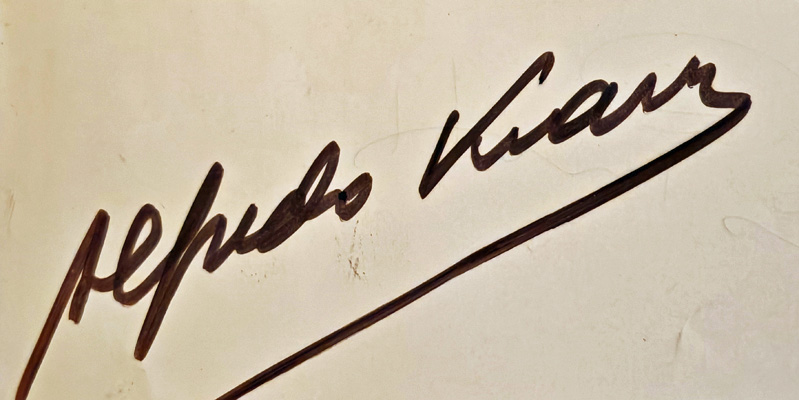
Signatur von Alfredo Kraus

### Recitals
- Alfredo Kraus in Gayarre
- Arie Antiche (Scarlatti, Händel, Gluck u. a.)
- Alfredo Kraus – Liederrecital (Donizetti, Mascagni, Verdi u. a.)
- Non t’amo più (Tosti-Lieder)
- Cantares (spanische Kunstlieder)
- Rêve d'Amour (französische Lieder)
- Granada (spanische Songs)
- The Incomparable Alfredo Kraus (Arienrecital, im Alter von 67 Jahren aufgenommen)

### Gesamtaufnahmen
- Rigoletto (Duca), drei Versionen und DVD
- La traviata (Alfredo), drei Versionen
- I puritani (Arturo)
- La fille du régiment (Tonio)
- Lucia di Lammermoor (Edgardo), CD und DVD
- Werther (Titelrolle)
- Manon (des Grieux)
- Lucrezia Borgia (Gennaro)
- La muette de Portici (Masaniello)
- Roméo et Juliette (Roméo)
- Doña Francisquita (Fernando)
- Così fan tutte (Ferrando)
- Don Pasquale (Ernesto)
- Mefistofele (Faust)
- Les pêcheurs de perles (Nadir)
- Faust (Faust)
- La favorita (Fernando)
- Falstaff (Fenton)
- La sonnambula (Elvino)
- Linda di Chamounix (Carlo II., visconte di Sirval)
- Marina (Jorge)
- La jolie fille de Perth (Henri Smith)
- Don Giovanni (Don Ottavio)